# Sanremo-Festival 2017

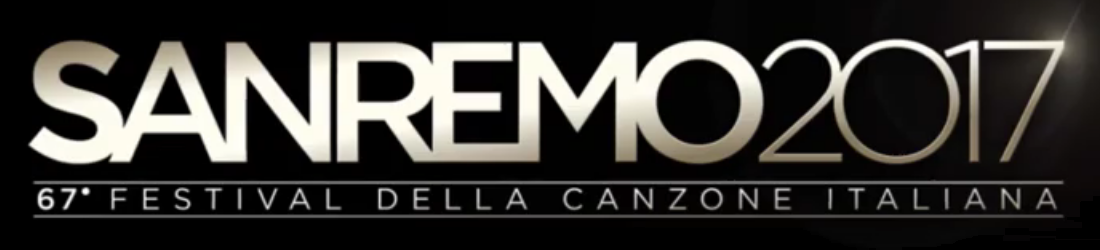
Logo des Festivals 2017

Die 67. Ausgabe des Festival della Canzone Italiana di Sanremo fand 2017 vom 7. bis zum 11. Februar im Teatro Ariston in Sanremo statt und wurde von Carlo Conti und Maria De Filippi moderiert. Gewinner des Wettbewerbs war Francesco Gabbani, der auch der italienische Kandidat beim Eurovision Song Contest 2017 war.

## Organisation

### Allgemein
Das Festival wurde vom Staatsfernsehen RAI organisiert. Conti moderierte das Festival zum dritten Mal in Folge und war gleichzeitig künstlerischer Leiter (direttore artistico) der Veranstaltung. Nach einer einmaligen Komoderation an einem Abend des Festivals 2009 an der Seite von Paolo Bonolis wurde erstmals auch Maria De Filippi für die Moderation eingeladen. Außerdem hatte der Komiker Maurizio Crozza jeden Abend einen Auftritt per Liveschaltung. Für die musikalische Leitung (direzione musicale) war Pinuccio Pirazzoli verantwortlich, die Bühnenausstattung stammte von Riccardo Bocchini und Regie führte Maurizio Pagnussat.

### Presseraum
Als Presseraum (Sala Stampa) wird die aus Radio- und TV-Journalisten zusammengesetzte Jury bezeichnet, deren Abstimmung an den ersten drei Abenden 50 % der Wertung ausmachte.

### Expertenjury
Die Expertenjury (giuria degli esperti) stimmte am vierten und fünften Abend ab, wobei ihre Abstimmung jeweils 30 % der Gesamtwertung ausmacht. Sie setzte sich aus folgenden Personen zusammen:
- Giorgio Moroder (Musikproduzent, DJ)
- Linus (DJ, Moderator)
- Andrea Morricone (Komponist, Dirigent)
- Rita Pavone (Sängerin)
- Paolo Genovese (Filmregisseur)
- Violante Placido (Schauspielerin, Sängerin)
- Greta Menchi (YouTuberin)
- Giorgia Surina (Schauspielerin, Moderatorin)

### Demoskopische Jury
Die demoskopische Jury (giuria demoscopica) stellt eine Stichprobe aus 300 zufällig ausgewählten Musikkonsumenten dar, die von zuhause aus über ein elektronisches System abstimmen. Wie die Expertenjury stimmte sie am vierten und fünften Abend ab und machte jeweils 30 % der Wertung aus.

## Teilnehmende Beiträge
In der Hauptkategorie Campioni traten 22 Kandidaten gegeneinander an, von denen 16 das Finale erreichten. In der Newcomer-Kategorie Nuove Proposte traten acht Kandidaten gegeneinander an, von denen vier am vierten Abend das Finale bestritten.

### Campioni
Die 22 Campioni wurden von Carlo Conti in der Show Sarà Sanremo auf Rai 1 am 12. Dezember 2016 bekanntgegeben.
- Sieger
- Im Halbfinale ausgeschieden
- In der Vorrunde ausgeschieden

| Platzierung | Interpret             | Lied                     | Autoren                                                                       |
| ----------- | --------------------- | ------------------------ | ----------------------------------------------------------------------------- |
| 1           | Francesco Gabbani     | Occidentali’s Karma      | Fabio Ilacqua, Francesco Gabbani, Luca Chiaravalli, Filippi Gabbani           |
| 2           | Fiorella Mannoia      | Che sia benedetta        | Amara, Salvatore Mineo                                                        |
| 3           | Ermal Meta            | Vietato morire           | Ermal Meta                                                                    |
| 4           | Michele Bravi         | Il diario degli errori   | Federica Abbate, Cheope, Giuseppe Anastasi                                    |
| 5           | Paola Turci           | Fatti bella per te       | Paola Turci, Giulia Anania, Luca Chiaravalli, Davide Simonetta                |
| 6           | Sergio Sylvestre      | Con te                   | Giorgia, Stefano Maiuolo, Sergio Sylvestre                                    |
| 7           | Fabrizio Moro         | Portami via              | Fabrizio Moro, Roberto Cardelli                                               |
| 8           | Elodie                | Tutta colpa mia          | Emma Marrone, Giovanni Pollex, Oscar Angiuli, Francesco Cianciola             |
| 9           | Bianca Atzei          | Ora esisti solo tu       | Francesco Silvestre                                                           |
| 10          | Samuel                | Vedrai                   | Samuel, Riccardo Onori, Christian Rigano                                      |
| 11          | Michele Zarrillo      | Mani nelle mani          | Michele Zarrillo, Giampiero Artegiani                                         |
| 12          | Lodovica Comello      | Il cielo non mi basta    | Antonio Di Martino, Dario Faini, Fabrizio Ferraguzzo, Federica Abbate         |
| 13          | Marco Masini          | Spostato di un secondo   | Marco Masini, Diego Calvetti, Sergio Vallarino                                |
| 14          | Chiara                | Nessun posto è casa mia  | Niccolò Verrienti, Carlo Verrienti                                            |
| 15          | Alessio Bernabei      | Nel mezzo di un applauso | Roberto Casalino, Dario Faini, Vanni Casagrande                               |
| 16          | Clementino            | Ragazzi fuori            | Clemente Maccaro, Fabio Rizzo, Pablo Miguel Lombroni Capalbo, Stefano Tognini |
|             | Al Bano               | Di rose e di spine       | Maurizio Fabrizio, Albano Carrisi, Katia Astarita                             |
|             | Gigi D’Alessio        | La prima stella          | Gigi D’Alessio                                                                |
|             | Ron                   | L’ottava meraviglia      | Mattia Del Forno, Ron, Francesco Caprara, Emiliano Mangia                     |
|             | Giusy Ferreri         | Fa talmente male         | Roberto Casalino, Takagi & Ketra, Paolo Catalano                              |
|             | Nesli mit Alice Paba  | Do retta a te            | Nesli, Brando                                                                 |
|             | Raige mit Giulia Luzi | Togliamoci la voglia     | Luca Chiaravalli, Antonio Iammarino, Alex Vella, Zibba                        |

### Nuove Proposte
Während der Show Sarà Sanremo wählte die Musikjury, bestehend aus Massimo Ranieri, Anna Foglietta, Amadeus, Fabio Canino und Andrea Delogu, sechs Kandidaten aus zwölf für die Newcomer-Kategorie aus. Weitere zwei (Valeria Farinacci und Braschi) wurden in der Vorentscheidung Area Sanremo ermittelt.
- Sieger
- In der Vorrunde ausgeschieden

| Platzierung | Interpret          | Lied                           | Autoren                                                 |
| ----------- | ------------------ | ------------------------------ | ------------------------------------------------------- |
| 1           | Lele               | Ora mai                        | Lele, Rory Di Benedetto, Rosario Canale                 |
| 2           | Maldestro          | Canzone per Federica           | Maldestro                                               |
| 3           | Francesco Guasti   | Universo                       | Francesco Guasti, Maurizio Musumeci, Francesco Ciccotti |
| 4           | Leonardo Lamacchia | Ció che resta                  | Mauro Lusini, Gianni Pollex, Leonardo Lamacchia         |
|             | Braschi            | Nel mare ci sono i coccodrilli | Federico Braschi, Massimo Marches                       |
|             | Valeria Farinacci  | Insieme                        | Giuseppe Anastasi                                       |
|             | Marianne Mirage    | Le canzoni fanno male          | Kaballà, Francesco Bianconi                             |
|             | Tommaso Pini       | Cose che danno ansia           | Andrea Francesca Dall’Ora, Tommaso Pini, Andrea Amati   |

## Preise

### KategorieCampioni
- Sieger: Francesco Gabbani – Occidentali’s Karma
- Kritikerpreis „Mia Martini“: Ermal Meta – Vietato morire
- Premio Sala Stampa Radio Tv „Lucio Dalla“: Fiorella Mannoia – Che sia benedetta
- Preis für das beste Arrangement „Giancarlo Bigazzi“: Al Bano – Di rose e di spine
- Preis für den besten Text „Sergio Bardotti“: Fiorella Mannoia – Che sia benedetta
- Bestes Cover: Ermal Meta mit Amara terra mia (Domenico Modugno)
- Premio TIM Music: Francesco Gabbani – Occidentali’s Karma

### KategorieNuove Proposte
- Sieger: Lele – Ora mai
- Preis „Emanuele Luzzati“: Lele – Ora mai
- Kritikerpreis „Mia Martini“: Maldestro – Canzone per Federica
- Premio Sala Stampa Radio Tv „Lucio Dalla“: Tommaso Pini – Cose che danno ansia

### Lebenswerk
- Premio Città di Sanremo: Giorgio Moroder
- Premio alla carriera: Rita Pavone

## Abende

### Erster Abend
Am Eröffnungsabend präsentierten elf der 22 Campioni ihr Lied, acht davon qualifizierten sich direkt für den vierten Abend. Die Abstimmung wurde zu je 50 % vom Fernsehpublikum und vom Presseraum bestimmt.

#### Auftritte derCampioni
| Reihenfolge des Auftritts | Interpret        | Lied                     | Abstimmungsergebnisse | Abstimmungsergebnisse | Abstimmungsergebnisse |
| Reihenfolge des Auftritts | Interpret        | Lied                     | TV-Publikum (50 %)    | Presse (50 %)         | Insgesamt             |
| ------------------------- | ---------------- | ------------------------ | --------------------- | --------------------- | --------------------- |
| 1                         | Giusy Ferreri    | Fa talmente male         | 3,25 %                | 2,34 %                | 2,80 %                |
| 2                         | Fabrizio Moro    | Portami via              | 14,09 %               | 10,42 %               | 12,25 %               |
| 3                         | Elodie           | Tutta colpa mia          | 10,91 %               | 10,16 %               | 10,54 %               |
| 4                         | Lodovica Comello | Il cielo non mi basta    | 13,76 %               | 2,08 %                | 7,92 %                |
| 5                         | Fiorella Mannoia | Che sia benedetta        | 16,53 %               | 23,43 %               | 19,98 %               |
| 6                         | Alessio Bernabei | Nel mezzo di un applauso | 9,36 %                | 1,56 %                | 5,46 %                |
| 7                         | Al Bano          | Di rose e di spine       | 7,54 %                | 7,03 %                | 7,29 %                |
| 8                         | Samuel           | Vedrai                   | 4,62 %                | 15,89 %               | 10,25 %               |
| 9                         | Ron              | L’ottava meraviglia      | 3,74 %                | 4,95 %                | 4,34 %                |
| 10                        | Clementino       | Ragazzi fuori            | 6,35 %                | 3,91 %                | 5,13 %                |
| 11                        | Ermal Meta       | Vietato morire           | 9,85 %                | 18,23 %               | 14,04 %               |

#### Gäste
- Tiziano Ferro mit Carmen Consoli (Sänger)
- Raoul Bova mit Rocío Muñoz Morales (Schauspieler und Model)
- Antonio Albanese und Paola Cortellesi (Schauspieler)
- Ricky Martin (Sänger)
- Diletta Leotta (Moderatorin)
- Clean Bandit mit Anne-Marie (Band)
- Marco Cusin und Valentina Diouf (Sportler)

### Zweiter Abend
Am zweiten Abend hatten einerseits vier der Nuove Proposte, andererseits die verbleibenden elf Campioni ihren Auftritt. In beiden Fällen wurde die Abstimmung zu je 50 % vom Fernsehpublikum und vom Presseraum bestimmt, woraufhin zwei der Newcomer definitiv ausschieden und wieder drei der Campioni als gefährdet eingestuft wurden.

#### Auftritte derCampioni
| Reihenfolge des Auftritts | Interpret             | Lied                    | Abstimmungsergebnisse | Abstimmungsergebnisse | Abstimmungsergebnisse |
| Reihenfolge des Auftritts | Interpret             | Lied                    | TV-Publikum (50 %)    | Presse (50 %)         | Insgesamt             |
| ------------------------- | --------------------- | ----------------------- | --------------------- | --------------------- | --------------------- |
| 1                         | Bianca Atzei          | Ora esisti solo tu      | 5,02 %                | 2,80 %                | 3,90 %                |
| 2                         | Marco Masini          | Spostato di un secondo  | 7,72 %                | 11,66 %               | 9,70 %                |
| 3                         | Nesli mit Alice Paba  | Do retta a te           | 7,19 %                | 2,56 %                | 4,87 %                |
| 4                         | Sergio Sylvestre      | Con te                  | 11,96 %               | 8,86 %                | 10,41 %               |
| 5                         | Gigi D’Alessio        | La prima stella         | 11,32 %               | 4,43 %                | 7,88 %                |
| 6                         | Michele Bravi         | Il diario degli errori  | 22,93 %               | 10,02 %               | 16,48 %               |
| 7                         | Paola Turci           | Fatti bella per te      | 4,59 %                | 17,72 %               | 11,16 %               |
| 8                         | Francesco Gabbani     | Occidentali’s Karma     | 11,30 %               | 22,84 %               | 17,07 %               |
| 9                         | Michele Zarrillo      | Mani nelle mani         | 6,72 %                | 4,43 %                | 5,58 %                |
| 10                        | Chiara                | Nessun posto è casa mia | 6,36 %                | 9,09 %                | 7,72 %                |
| 11                        | Raige mit Giulia Luzi | Togliamoci la voglia    | 4,89 %                | 5,59 %                | 5,24 %                |

#### Auftritte derNuove Proposte
| Reihenfolge des Auftritts | Interpret          | Lied                           | Abstimmungsergebnisse | Abstimmungsergebnisse | Abstimmungsergebnisse |
| Reihenfolge des Auftritts | Interpret          | Lied                           | TV-Publikum (50 %)    | Presse (50 %)         | Insgesamt             |
| ------------------------- | ------------------ | ------------------------------ | --------------------- | --------------------- | --------------------- |
| 1                         | Marianne Mirage    | Le canzoni fanno male          | 19,04 %               | 28,75 %               | 23,90 %               |
| 2                         | Francesco Guasti   | Universo                       | 36,47 %               | 23,75 %               | 30,11 %               |
| 3                         | Braschi            | Nel mare ci sono i coccodrilli | 16,58 %               | 22,92 %               | 19,75 %               |
| 4                         | Leonardo Lamacchia | Ciò che resta                  | 27,91 %               | 24,58 %               | 26,25 %               |

#### Gäste
- Hiroki Hara (Magier)
- Francesco Totti (Fußballer)
- Robbie Williams (Sänger)
- Giorgia (Sängerin)
- Keanu Reeves (Schauspieler)
- Enrico Brignano, Gabriele Cirilli und Flavio Insinna (Komiker)
- Biffy Clyro (Band)
- Sveva Alviti (Schauspielerin)

### Dritter Abend
Der Wettbewerb der Nuove Proposte wurde mit den vier verbleibenden Kandidaten fortgesetzt. Die 16 fest qualifizierten Campioni hingegen präsentierten Coverversionen bekannter italienischer Lieder. Die Abstimmung über das beste Cover hat keinen Einfluss auf den Wettbewerb selbst, ist aber mit einem Sonderpreis bedacht. Die sechs verbliebenen Kandidaten traten noch einmal mit ihrem Wettbewerbsbeitrag auf, woraufhin nach einer neuen Abstimmung vier von ihnen für den vierten Abend zugelassen wurden. Zwei schieden definitiv aus.

#### Auftritte derCampioni
Cover
| Reihenfolge des Auftritts | Interpret                          | Cover (Originalinterpret)                                  | Abstimmungsergebnisse | Abstimmungsergebnisse | Abstimmungsergebnisse |
| Reihenfolge des Auftritts | Interpret                          | Cover (Originalinterpret)                                  | TV-Publikum (50 %)    | Presse (50 %)         | Insgesamt             |
| ------------------------- | ---------------------------------- | ---------------------------------------------------------- | --------------------- | --------------------- | --------------------- |
| 1                         | Chiara (mit Mauro Pagani)          | Diamante (Zucchero)                                        | 4,25 %                | 1,79 %                | 3,02 %                |
| 2                         | Ermal Meta                         | Amara terra mia (Domenico Modugno)                         | 6,19 %                | 21,70 %               | 13,95 %               |
| 3                         | Lodovica Comello                   | Le mille bolle blu (Mina)                                  | 11,12 %               | 0,45 %                | 5,78 %                |
| 4                         | Al Bano                            | Pregherò (Adriano Celentano)                               | 6,43 %                | 1,34 %                | 3,89 %                |
| 5                         | Fiorella Mannoia (mit Danilo Rea)  | Sempre e per sempre (Francesco De Gregori)                 | 8,76 %                | 12,08 %               | 10,42 %               |
| 6                         | Alessio Bernabei                   | Un giorno credi (Edoardo Bennato)                          | 6,75 %                | 0,00 %                | 3,38 %                |
| 7                         | Paola Turci                        | Un’emozione da poco (Anna Oxa)                             | 5,03 %                | 17,67 %               | 11,35 %               |
| 8                         | Gigi D’Alessio                     | L’immensità (Don Backy)                                    | 8,43 %                | 2,68 %                | 5,56 %                |
| 9                         | Francesco Gabbani                  | Susanna (Adriano Celentano)                                | 7,48 %                | 3,80 %                | 5,64 %                |
| 10                        | Marco Masini                       | Signor tenente (Giorgio Faletti)                           | 6,11 %                | 14,77 %               | 10,44 %               |
| 11                        | Michele Zarrillo                   | Se tu non torni (Miguel Bosé)                              | 2,89 %                | 1,35 %                | 2,11 %                |
| 12                        | Elodie                             | Quando finisce un amore (Riccardo Cocciante)               | 5,02 %                | 7,83 %                | 6,43 %                |
| 13                        | Samuel                             | Ho difeso il mio amore (Nomadi)                            | 1,85 %                | 1,79 %                | 1,82 %                |
| 14                        | Sergio Sylvestre (mit Soul System) | Vorrei la pelle nera (Nino Ferrer)                         | 4,45 %                | 3,57 %                | 4,01 %                |
| 15                        | Fabrizio Moro                      | La leva calcistica della classe ’68 (Francesco De Gregori) | 5,09 %                | 5,59 %                | 5,34 %                |
| 16                        | Michele Bravi                      | La stagione dell’amore (Franco Battiato)                   | 10,14 %               | 3,58 %                | 6,86 %                |

Geplant waren außerdem folgende Cover:
- Clementino – Svalutation (Adriano Celentano)
- Giusy Ferreri – Il paradiso (Patty Pravo)
- Ron – Insieme a te non ci sto più (Caterina Caselli)
- Bianca Atzei – Con il nastro rosa (Lucio Battisti)
- Nesli und Alice Paba – Ma il cielo è sempre più blu (Rino Gaetano)
- Raige und Giulia Luzi – C’era un ragazzo che come me amava i Beatles e i Rolling Stones (Gianni Morandi)

Gefährdete Kandidaten
| Reihenfolge des Auftritts | Interpret             | Lied                 | Abstimmungsergebnisse | Abstimmungsergebnisse | Abstimmungsergebnisse |
| Reihenfolge des Auftritts | Interpret             | Lied                 | TV-Publikum (50 %)    | Presse (50 %)         | Insgesamt             |
| ------------------------- | --------------------- | -------------------- | --------------------- | --------------------- | --------------------- |
| 1                         | Ron                   | L’ottava meraviglia  | 23,07 %               | 21,17 %               | 22,12 %               |
| 2                         | Raige mit Giulia Luzi | Togliamoci la voglia | 8,44 %                | 12,61 %               | 10,53 %               |
| 3                         | Bianca Atzei          | Ora esisti solo tu   | 26,93 %               | 12,84 %               | 19,88 %               |
| 4                         | Clementino            | Ragazzi fuori        | 15,86 %               | 18,47 %               | 17,16 %               |
| 5                         | Giusy Ferreri         | Fa talmente male     | 11,14 %               | 22,75 %               | 16,94 %               |
| 6                         | Nesli mit Alice Paba  | Do retta a te        | 14,56 %               | 12,16 %               | 13,36 %               |

#### Auftritte derNuove Proposte
| Reihenfolge des Auftritts | Interpret         | Lied                 | Abstimmungsergebnisse | Abstimmungsergebnisse | Abstimmungsergebnisse |
| Reihenfolge des Auftritts | Interpret         | Lied                 | TV-Publikum (50 %)    | Presse (50 %)         | Insgesamt             |
| ------------------------- | ----------------- | -------------------- | --------------------- | --------------------- | --------------------- |
| 1                         | Maldestro         | Canzone per Federica | 18,38 %               | 28,13 %               | 23,25 %               |
| 2                         | Tommaso Pini      | Cose che danno ansia | 17,25 %               | 25,35 %               | 21,30 %               |
| 3                         | Valeria Farinacci | Insieme              | 20,27 %               | 14,92 %               | 17,60 %               |
| 4                         | Lele              | Ora mai              | 44,10 %               | 31,60 %               | 37,85 %               |

#### Gäste
- Piccolo Coro dell’Antoniano (Kinderchor)
- Orquesta de Instrumentos Reciclados de Cateura (Laienorchester aus Paraguay)
- Mika (Musiker)
- Alessandro Gassmann, Marco Giallini (Schauspieler)
- Anoucka Delon, Annabelle Belmondo
- Luca & Paolo (Komiker)
- LP (Sängerin)

### Vierter Abend
Die vier verbliebenen Nuove Proposte traten ein letztes Mal auf; aus ihnen wurde der Sieger ermittelt. Die 20 Campioni traten ein weiteres Mal auf und stellten sich einer erneuten Abstimmung, nach der die 16 Finalisten bestimmt wurden. Die Abstimmungen am vierten Abend ergaben sich zu 40 % aus dem Televoting und zu je 30 % aus Experten- und demoskopischer Jury.

#### Auftritte derCampioni
| Reihenfolge des Auftritts | Interpret         | Lied                     | Abstimmungsergebnis | Abstimmungsergebnis       | Abstimmungsergebnis | Abstimmungsergebnis |
| Reihenfolge des Auftritts | Interpret         | Lied                     | TV-Publikum (40 %)  | demoskopische Jury (30 %) | Expertenjury (30 %) | Insgesamt           |
| ------------------------- | ----------------- | ------------------------ | ------------------- | ------------------------- | ------------------- | ------------------- |
| 1                         | Ron               | L’ottava meraviglia      | 3,04 %              | 2,60 %                    | 1,25 %              | 2,37 %              |
| 2                         | Chiara            | Nessun posto è casa mia  | 3,09 %              | 3,70 %                    | 5,00 %              | 3,84 %              |
| 3                         | Samuel            | Vedrai                   | 2,23 %              | 5,10 %                    | 6,25 %              | 4,30 %              |
| 4                         | Al Bano           | Di rose e di spine       | 5,61 %              | 2,67 %                    | 0,00 %              | 3,04 %              |
| 5                         | Ermal Meta        | Vietato morire           | 6,50 %              | 6,35 %                    | 10,00 %             | 7,51 %              |
| 6                         | Michele Bravi     | Il diario degli errori   | 13,04 %             | 4,62 %                    | 15,00 %             | 11,10 %             |
| 7                         | Fiorella Mannoia  | Che sia benedetta        | 10,55 %             | 14,55 %                   | 10,00 %             | 11,59 %             |
| 8                         | Clementino        | Ragazzi fuori            | 3,80 %              | 2,70 %                    | 6,25 %              | 4,20 %              |
| 9                         | Lodovica Comello  | Il cielo non mi basta    | 5,27 %              | 3,12 %                    | 2,50 %              | 3,79 %              |
| 10                        | Gigi D’Alessio    | La prima stella          | 5,63 %              | 2,22 %                    | 0,00 %              | 2,92 %              |
| 11                        | Paola Turci       | Fatti bella per te       | 3,27 %              | 7,72 %                    | 8,75 %              | 6,25 %              |
| 12                        | Marco Masini      | Spostato di un secondo   | 3,43 %              | 4,23 %                    | 3,75 %              | 3,76 %              |
| 13                        | Francesco Gabbani | Occidentali’s Karma      | 7,38 %              | 8,65 %                    | 6,87 %              | 7,61 %              |
| 14                        | Michele Zarrillo  | Mani nelle mani          | 2,91 %              | 3,40 %                    | 3,75 %              | 3,31 %              |
| 15                        | Bianca Atzei      | Ora esisti solo tu       | 6,57 %              | 4,83 %                    | 3,13 %              | 5,02 %              |
| 16                        | Sergio Sylvestre  | Con te                   | 3,96 %              | 6,81 %                    | 3,75 %              | 4,75 %              |
| 17                        | Elodie            | Tutta colpa mia          | 3,16 %              | 5,65 %                    | 1,25 %              | 3,34 %              |
| 18                        | Fabrizio Moro     | Portami via              | 5,27 %              | 6,03 %                    | 6,87 %              | 5,98 %              |
| 19                        | Giusy Ferreri     | Fa talmente male         | 1,75 %              | 3,37 %                    | 1,88 %              | 2,27 %              |
| 20                        | Alessio Bernabei  | Nel mezzo di un applauso | 3,54 %              | 1,68 %                    | 3,75 %              | 3,05 %              |

#### Auftritte derNuove Proposte
| Reihenfolge des Auftritts | Interpret          | Lied                 | Abstimmungsergebnis | Abstimmungsergebnis       | Abstimmungsergebnis | Abstimmungsergebnis |
| Reihenfolge des Auftritts | Interpret          | Lied                 | TV-Publikum (40 %)  | demoskopische Jury (30 %) | Expertenjury (30 %) | Insgesamt           |
| ------------------------- | ------------------ | -------------------- | ------------------- | ------------------------- | ------------------- | ------------------- |
| 1                         | Leonardo Lamacchia | Ciò che resta        | 13,18 %             | 20,34 %                   | 25,00 %             | 18,87 %             |
| 2                         | Lele               | Ora mai              | 51,96 %             | 27,00 %                   | 31,25 %             | 38,26 %             |
| 3                         | Maldestro          | Canzone per Federica | 13,67 %             | 22,83 %                   | 31,25 %             | 21,69 %             |
| 4                         | Francesco Guasti   | Universo             | 21,19 %             | 29,83 %                   | 12,50 %             | 21,18 %             |

#### Gäste
- Kitonb (Tanz- und Akrobatikduo)
- Gaetano Moscato (Überlebender des Anschlags in Nizza)
- Marica Pellegrinelli (Model)
- Antonella Clerici (Moderatorin)
- Virginia Raffaele (Komikerin)
- Luca Zingaretti (Schauspieler)
- Giorgio Moroder (DJ und Musikproduzent)
- Robin Schulz (DJ und Musikproduzent)

### Fünfter Abend
Nachdem die 16 Finalisten mit ihrem Lied aufgetreten waren, gelangten die drei Kandidaten mit den höchsten Abstimmungsergebnissen in die Endrunde. Erst nach einer erneuten Abstimmungsrunde wurde aus den verbliebenen drei der Sieger ermittelt (immer durch Televoting und Jurys).

#### Auftritte derCampioni
| Reihenfolge des Auftritts | Interpret         | Lied                     | Abstimmungsergebnisse | Abstimmungsergebnisse     | Abstimmungsergebnisse | Abstimmungsergebnisse |
| Reihenfolge des Auftritts | Interpret         | Lied                     | TV-Publikum (40 %)    | demoskopische Jury (30 %) | Expertenjury (30 %)   | Insgesamt             |
| ------------------------- | ----------------- | ------------------------ | --------------------- | ------------------------- | --------------------- | --------------------- |
| 1                         | Elodie            | Tutta colpa mia          | 5,99 %                | 6,78 %                    | 3,13 %                | 5,37 %                |
| 2                         | Michele Zarrillo  | Mani nelle mani          | 3,49 %                | 3,80 %                    | 3,13 %                | 3,48 %                |
| 3                         | Sergio Sylvestre  | Con te                   | 8,10 %                | 7,30 %                    | 3,13 %                | 6,37 %                |
| 4                         | Fiorella Mannoia  | Che sia benedetta        | 12,73 %               | 15,05 %                   | 15,00 %               | 14,11 %               |
| 5                         | Fabrizio Moro     | Portami via              | 7,94 %                | 5,98 %                    | 4,38 %                | 6,28 %                |
| 6                         | Alessio Bernabei  | Nel mezzo di un applauso | 3,21 %                | 2,02 %                    | 3,75 %                | 3,01 %                |
| 7                         | Marco Masini      | Spostato di un secondo   | 3,63 %                | 4,15 %                    | 2,50 %                | 3,45 %                |
| 8                         | Paola Turci       | Fatti bella per te       | 4,15 %                | 9,80 %                    | 13,75 %               | 8,72 %                |
| 9                         | Bianca Atzei      | Ora esisti solo tu       | 7,26 %                | 6,02 %                    | 1,88 %                | 5,27 %                |
| 10                        | Francesco Gabbani | Occidentali’s Karma      | 14,37 %               | 11,88 %                   | 9,38 %                | 12,13 %               |
| 11                        | Chiara            | Nessun posto è casa mia  | 2,21 %                | 3,68 %                    | 3,75 %                | 3,11 %                |
| 12                        | Clementino        | Ragazzi fuori            | 2,69 %                | 2,55 %                    | 3,13 %                | 2,78 %                |
| 13                        | Ermal Meta        | Vietato morire           | 7,63 %                | 7,72 %                    | 13,75 %               | 9,49 %                |
| 14                        | Lodovica Comello  | Il cielo non mi basta    | 3,89 %                | 3,18 %                    | 3,13 %                | 3,45 %                |
| 15                        | Samuel            | Vedrai                   | 2,11 %                | 5,42 %                    | 5,63 %                | 4,16 %                |
| 16                        | Michele Bravi     | Il diario degli errori   | 10,59 %               | 4,67 %                    | 10,63 %               | 8,82 %                |

| Interpret         | Lied                | Finalabstimmung    | Finalabstimmung           | Finalabstimmung     | Finalabstimmung |
| Interpret         | Lied                | TV-Publikum (40 %) | demoskopische Jury (30 %) | Expertenjury (30 %) | Insgesamt       |
| ----------------- | ------------------- | ------------------ | ------------------------- | ------------------- | --------------- |
| Francesco Gabbani | Occidentali’s Karma | 43,69 %            | 33,50 %                   | 29,17 %             | 36,27 %         |
| Fiorella Mannoia  | Che sia benedetta   | 33,21 %            | 37,89 %                   | 27,08 %             | 32,78 %         |
| Ermal Meta        | Vietato morire      | 23,10 %            | 28,61 %                   | 43,75 %             | 30,95 %         |

#### Gäste
- Ladri di carrozzelle (Band)
- Zucchero (Musiker)
- Giusy Buscemi, Alessandra Mastronardi, Diana Del Bufalo (Schauspielerinnen)
- Rita Pavone (Sängerin)
- Enrico Montesano (Schauspieler)
- Geppi Cucciari (Komikerin)
- Álvaro Soler (Sänger)
- Paolo Vallesi und Amara (Musiker)
- Carlo Cracco (Koch)
- Ubaldo Pantani (Komiker)

## Dopofestival
Anschließend an das Festival fand an allen Abenden in der Villa Ormond in Sanremo die Talkshow Dopofestival statt, in der Journalisten und Teilnehmer des Festivals zu Wort kamen. Moderiert wurde die Sendung wie im Vorjahr von Nicola Savino, kommentiert von der Komikergruppe Gialappa’s Band. Am dritten Abend hatte u. a. Mark King einen Auftritt.

## Einschaltquoten
Italienische Einschaltquoten gemäß Auditel-Erhebungen:
| Ausstrahlung     | Durchschnitt | Durchschnitt |
| Ausstrahlung     | Zuschauer    | Quoten       |
| ---------------- | ------------ | ------------ |
| 7. Februar 2017  | 11.374.000   | 50,37 %      |
| 8. Februar 2017  | 10.367.000   | 46,66 %      |
| 9. Februar 2017  | 10.420.000   | 49,70 %      |
| 10. Februar 2017 | 9.886.000    | 47,05 %      |
| 11. Februar 2017 | 12.022.000   | 58,40 %      |
| Durchschnitt     | 10.814.000   | 50,42 %      |

## Kompilation
Eine Kompilation mit allen teilnehmenden Liedern ist am vierten Abend des Festivals (10. Februar) unter dem Titel Sanremo 2017 bei Universal erschienen. Sie erreichte auf Anhieb die Spitze der italienischen Kompilationen-Charts, hielt diese Position acht Wochen lang und war damit die meistverkaufte Kompilation des Jahres.

## Belege
1. ↑  Elena Masuelli: Festival di Sanremo 2017, big e giovani: ecco tutti i cantanti in gara. In: LaStampa.it. 12. Dezember 2016, abgerufen am 13. Dezember 2016 (italienisch).
2. 1 2  SANREMO 2017: il mistero è svelato, ecco i 22 big in gara al Festival. In: AllMusicItalia. 12. Dezember 2016, abgerufen am 17. Januar 2017 (italienisch).
3. 1 2 3 4 5 6 7  Risultati votazioni Sanremo 2017 artisti campioni. (PDF) RAI, abgerufen am 13. Februar 2017 (italienisch).
4. 1 2 3  Risultati votazioni Sanremo 2017 artisti nuove proposte. (PDF) RAI, abgerufen am 13. Februar 2017.
5. ↑  Mattia Buonocore: Ascolti tv 7 febbraio 2017. Parte bene il Festival che supera il 50 % con 11,3 milioni di spettatori. In: DavideMaggio.it. mediaMai, 8. Februar 2017, abgerufen am 8. Februar 2017 (italienisch).
6. ↑  Mattia Buonocore: Ascolti tv 8 febbraio 2017. La seconda serata del Festival di Sanremo al 46,6 % (10,3 mln). In: DavideMaggio.it. mediaMai, 9. Februar 2017, abgerufen am 9. Februar 2017 (italienisch).
7. ↑  Stefania Stefanelli: Ascolti tv 9 febbraio 2017. La terza serata del Festival di Sanremo 2017 al 49.76 %. In: DavideMaggio.it. mediaMai, 10. Februar 2017, abgerufen am 10. Februar 2017 (italienisch).
8. ↑  Mattia Buonocore: Ascolti tv 10 febbraio 2017. 9,9 mln e il 47.05 % per la quarta serata del Festival di Sanremo. In: DavideMaggio.it. mediaMai, 11. Februar 2017, abgerufen am 11. Februar 2017 (italienisch).
9. ↑  Stefania Stefanelli: Ascolti tv sabato 11 febbraio 2017. La finale del Festival di Sanremo 2017 al 58.4 %. In: DavideMaggio.it. mediaMai, 12. Februar 2017, abgerufen am 13. Februar 2017 (italienisch).
10. ↑  Compilation, Classifica settimanale WK 7. FIMI, abgerufen am 22. Januar 2018 (italienisch).
11. ↑  Compilation, classifica settimanale WK 15. FIMI, abgerufen am 22. Januar 2018 (italienisch).
12. ↑  Top of the Music 2017: l’album più venduto in Italia è Divide “÷” di Ed Sheeran. FIMI, 8. Januar 2018, archiviert vom Original (nicht mehr online verfügbar) am 23. Januar 2018; abgerufen am 22. Januar 2018 (italienisch).  Info: Der Archivlink wurde automatisch eingesetzt und noch nicht geprüft. Bitte prüfe Original- und Archivlink gemäß Anleitung und entferne dann diesen Hinweis.